# Bay Ridge (Brooklyn)

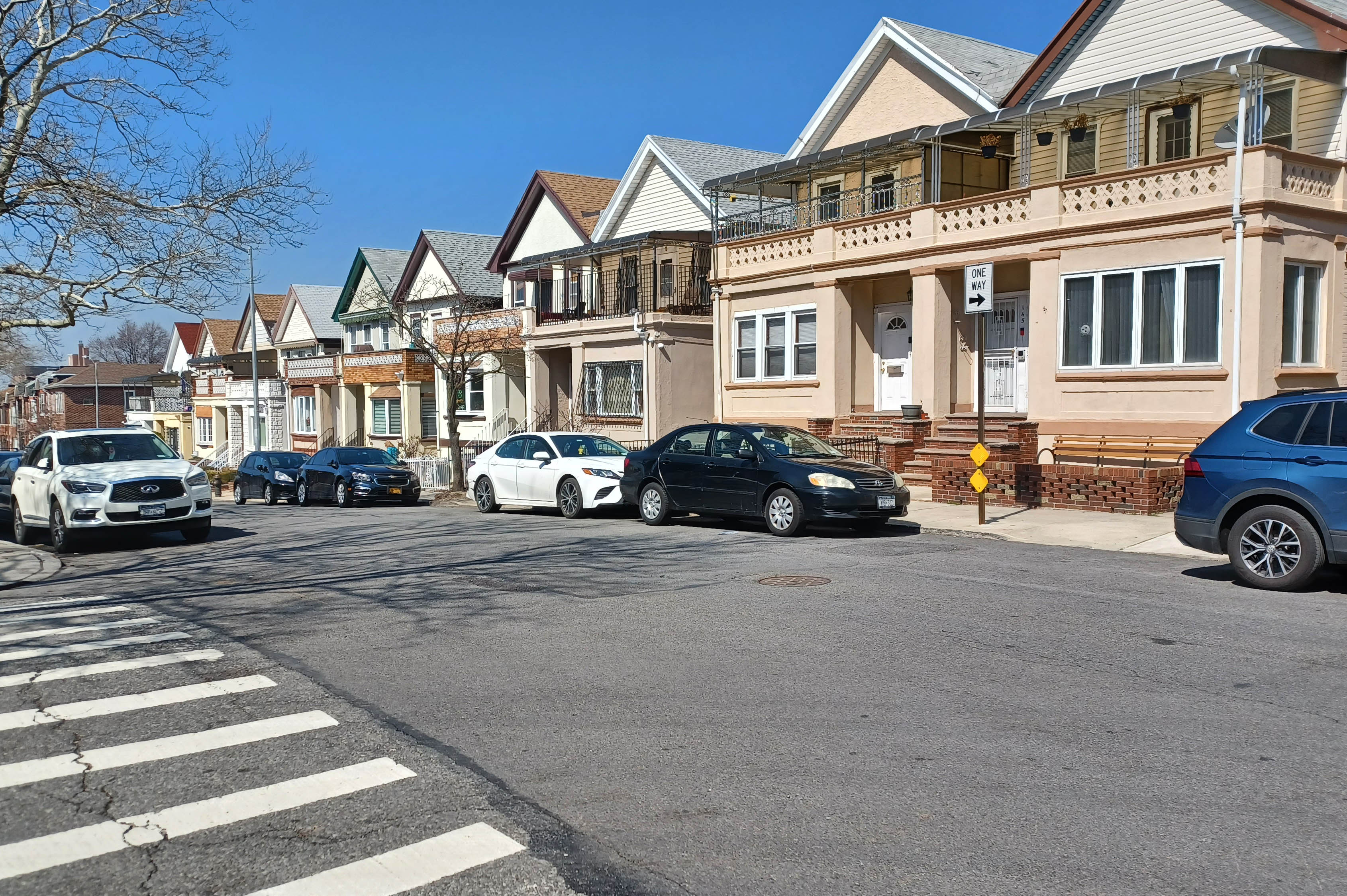
Bay Ridge, 70th Street

Bay Ridge ist ein Stadtteil im Stadtbezirk (Borough) Brooklyn in New York City. Laut US-Zensus lebten hier 2020 auf einer Fläche von 5,81 km² 88.237 Menschen. Der Stadtteil ist Teil des Brooklyn Community District 10 und seine Postleitzahlen sind 11209 und 11220. Des Weiteren gehört Bay Ridge zum 68. Bezirk des New Yorker Polizeidepartements und wird politisch durch den 43. Bezirk des New Yorker Stadtrats vertreten.

## Lage

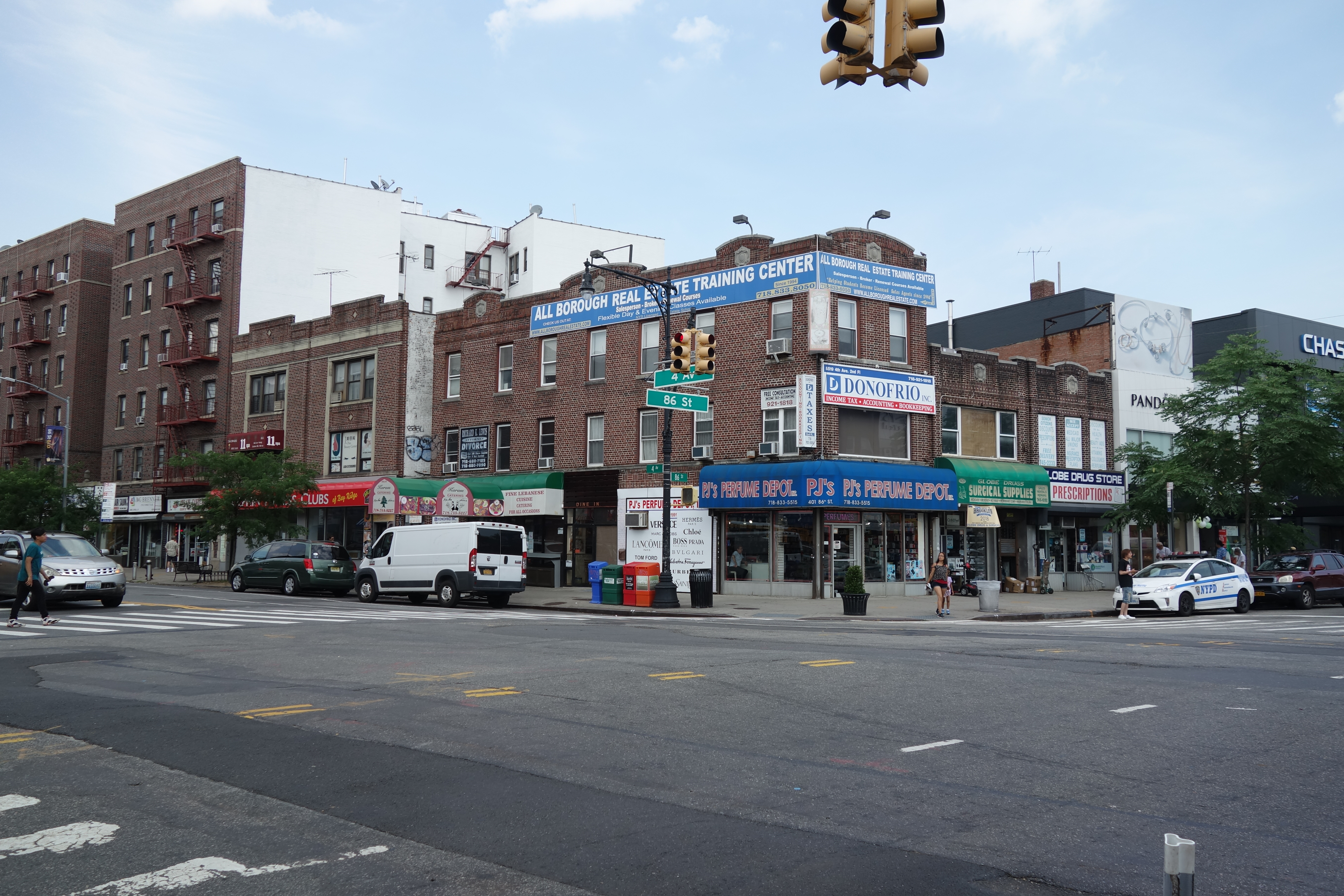
Kreuzung 4th Avenue / 86th Street

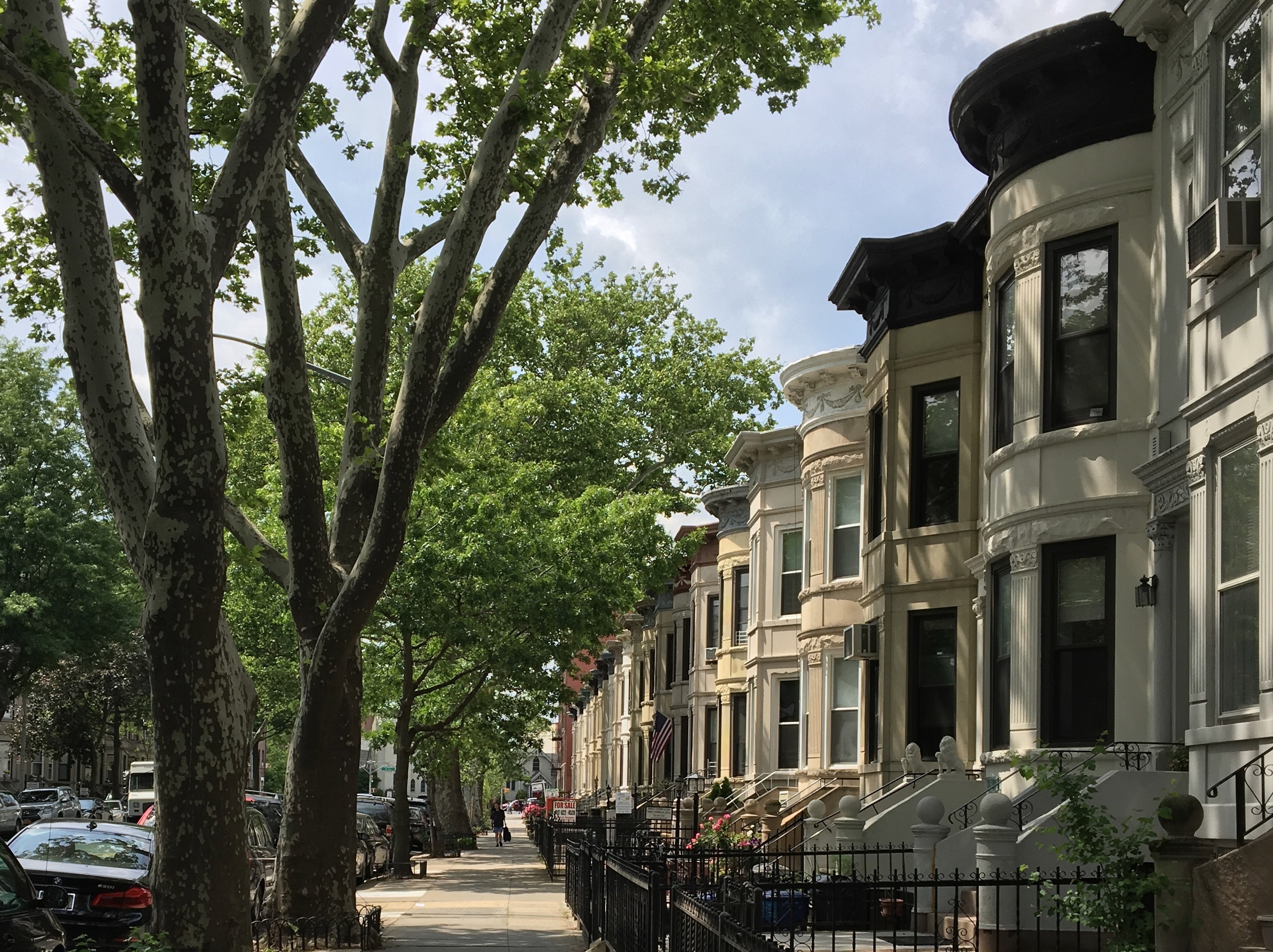
Bay Ridge Parkway

Bay Ridge liegt im Südwesten des Stadtbezirks Brooklyn nördlich der Verrazzano-Narrows Bridge, die Brooklyn mit Staten Island verbindet. Es wird von den Stadtteilen Sunset Park im Norden, Dyker Heights im Osten und Fort Hamilton Army Base im Süden sowie im Westen von der Upper Bay und der Meerenge The Narrows begrenzt.

## Geschichte
Bay Ridge wurde 1657 von Niederländern gegründet. Es war einst der westlichste Teil der Stadt New Utrecht und bestand aus den zwei Dörfern Yellow Hook im Norden und Fort Hamilton im Süden. Yellow Hook wurde 1853 in Bay Ridge umbenannt. Bay Ridge entwickelte sich Mitte des 19. Jahrhunderts zum ländlichen Sommer-Urlaubsort. 1894 wurde New Utrecht und somit auch Bay Ridge nach Brooklyn eingemeindet, das 1898 wiederum zum Stadtbezirk in New York City wurde. Der Bau der „Fourth Avenue Line“ (heute R-Linie) der New York City Subway im Jahr 1916 führte zur stärkeren Entwicklung als Wohnviertel. Bis Anfang der 1970er Jahre wurde Bay Ridge von einer norwegischen Gemeinde dominiert, aber zu Beginn des 21. Jahrhunderts hatte es eine überwiegend irisch-, italienisch- und griechischstämmige Bevölkerung.

## Demografie
Laut Volkszählung von 2020 hatte Bay Ridge 88.237 Einwohner bei einer Einwohnerdichte von 15.187 Einwohnern pro km². Im Stadtteil lebten 52.278 (59,2 %) Weiße, 16.583 (18,8 %) Hispanics und Latinos, 13.893 (15,7 %) Asiaten, 1.895 (2,1 %) Afroamerikaner, 814 (0,9 %) aus anderen Ethnien und 2.774 (3,1 %) aus zwei oder mehr Ethnien.

## Verkehr

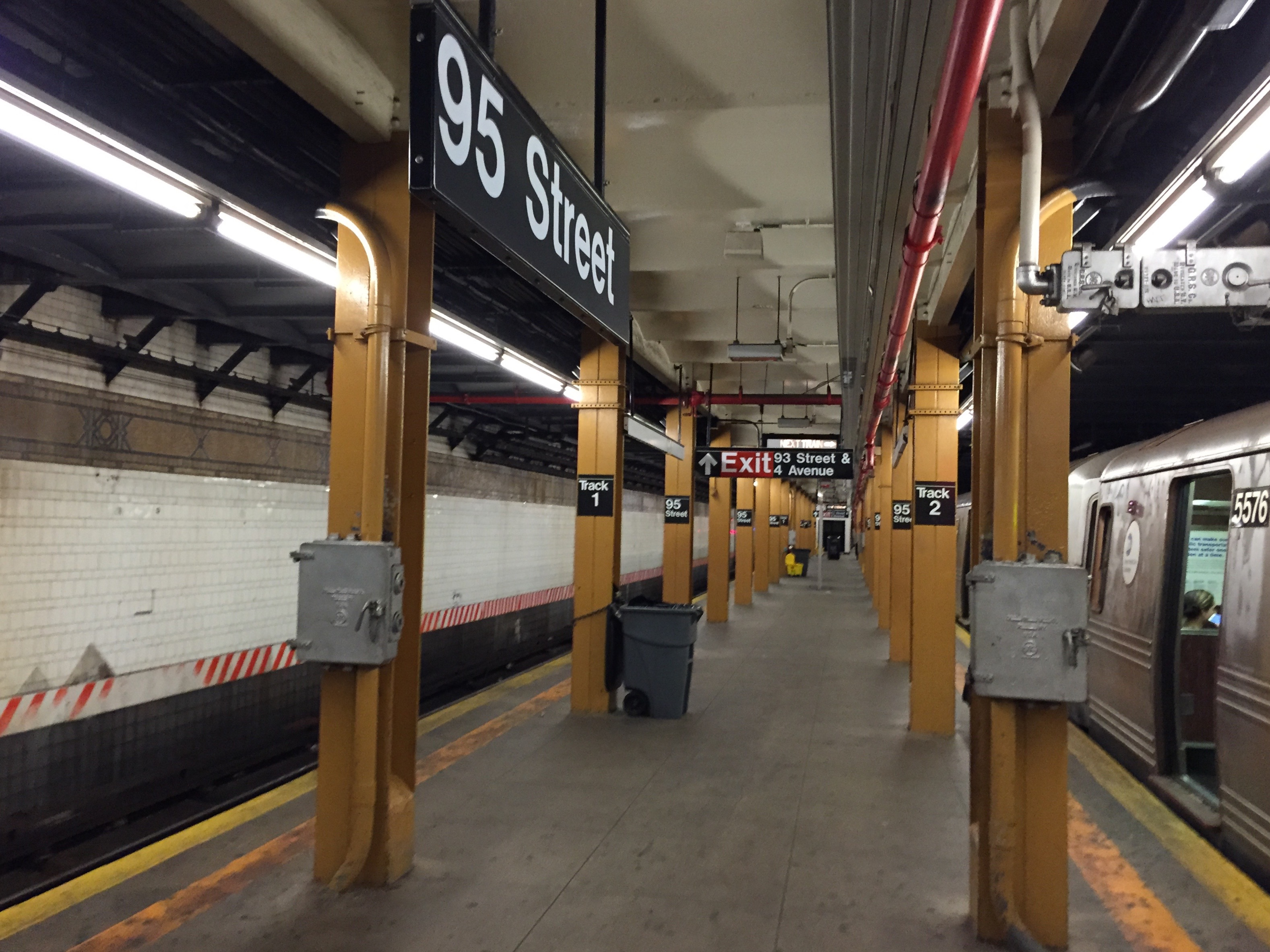
Subway Station 95th Street

Durch den Osten des Stadtteils verläuft der Gowanus Expressway (Interstate 278), der ab der Südspitze von Bay Ridge über die Verrazzano-Narrows Bridge nach Staten Island führt und dort zum Staten Island Expressway wird. Im Westen umschließt vom Norden bis Süden entlang der Upper Bay und der The Narrows der Belt Parkway den Stadtteil.
Entlang und unterhalb der 4th Avenue verläuft die Linie  (BMT Fourth Avenue Line) der New York City Subway. Sie bedient in Bay Ridge vier Stationen und endet an der 95th Street.
Seit Juni 2017 befindet sich in Bay Ridge an der Upper Bay am „69th Street Pier“ auf Höhe der Bay Ridge Avenue ein Fähranleger der NYC Ferry. Er ist der Endpunkt der South Brooklyn-Route (SB).